# Detlef Lewe
Detlef Lewe (Dortmund, 20 giugno 1939 – Monaco di Baviera, 1º ottobre 2008) è stato un canoista tedesco.
Ha vinto un argento e un bronzo olimpico nel C1 1000 m, rispettivamente a Città del Messico 1968 e Monaco di Baviera 1972.

## Palmarès
- Olimpiadi
  - Città del Messico 1968: argento nel C1 1000 m.
  - Monaco di Baviera 1972: bronzo nel C1 1000 m.

- Mondiali
  - 1963: argento nel C1 1000 m.
  - 1966: oro nel C1 1000 m.
  - 1971: oro nel C1 500 m e C1 1000 m.